# Spencer Steer
Spencer Steer (Long Beach, California, 7 de diciembre de 1997) es un jugador profesional estadounidense de béisbol que se desempeña en la posición de primera base en Cincinnati Reds, equipo de las Grandes Ligas de Béisbol (MLB).

## Carrera
Fue seleccionado en la tercera ronda en el Draft de la MLB de 2019. En 2022 hizo su debut profesional con el equipo Cincinnati Reds, donde lleva jugando tres temporadas.